# Ingaderia
Ingaderia is een geslacht van schimmels in de familie Opegraphaceae. Het lectotype is Ingaderia pulcherrima.

## Soorten
Volgens Index Fungorum bevat het geslacht twee soorten (peildatum september 2021):
| Soortnaam             | Auteur(s)            | Publicatiejaar |
| --------------------- | -------------------- | -------------- |
| Ingaderia friabillima | Follmann & M. Schulz | 1998           |
| Ingaderia pulcherrima | Darb.                | 1897           |